# Чезена
Чезе́на (итал. Cesena [tʃeˈzεna], эмил.-ром. Zisèna, романьол. Zisêna) — город в северной Италии, в регионе Эмилия-Романья. Стоит на реке Савио у подножия Апеннинских гор, в 15 км от побережья Адриатического моря.

## История
Изначально Чезена была этрусским или умбрийским городом. После короткого периода галльского владычества в III веке до н. э. она подчинена Риму.
В средние века Чезена переходила из рук в руки между Папской областью, Равеннским архиепископством и вассалами Священной Римской империи (в том числе семейством Малатеста). В 1183—1198 годах была независимой республикой.
3 февраля 1377 года во время Войны восьми святых папские войска истребили 4 тысячи жителей города..
В Чезене родились два римских Папы — Пий VI и Пий VII, а Пий VIII был одно время епископом города. По этой причине Чезену иногда называют городом трёх Пап.
Покровителем коммуны почитается святой Иоанн Креститель, празднование 24 июня.

## Достопримечательности
- Рокка Малатестиана — замок, построенный с 1380 по 1480 годы на месте более древнего замка
- Библиотека Малатестиана — первая публичная библиотека в Италии
- Кафедральный собор XV—XVI веков.

## Экономика и спорт
Основные отрасли в экономике города — сельское хозяйство, ремёсла, туризм. Здесь расположен крупный производитель компьютерного аппаратного обеспечения Olidata, производитель строительной техники Soilmec.
В Чезене базируется одноимённый футбольный клуб.